# Alue Bu Alue Nireh
Alue Bu Alue Nireh is een bestuurslaag in het regentschap Aceh Timur van de provincie Atjeh, Indonesië. Alue Bu Alue Nireh telt 470 inwoners (volkstelling 2010).